# Doły (Słupca)
Pour les articles homonymes, voir Doły.
Doły (prononciation : [ˈdɔwɨ]) est un village polonais de la gmina d'Ostrowite dans le powiat de Słupca de la voïvodie de Grande-Pologne dans le centre-ouest de la Pologne.
Il se situe à environ 6 kilomètres au sud-ouest d'Ostrowite (siège de la gmina), à 11 kilomètres au nord-est de Słupca (siège du powiat) et à 74 kilomètres à l'est de Poznań (capitale régionale).

## Histoire
De 1975 à 1998, le village faisait partie du territoire de la voïvodie de Konin.

Depuis 1999, Doły est situé dans la voïvodie de Grande-Pologne.